# Puccinia austrina
Puccinia austrina är en svampart som beskrevs av McKenzie 2008. Puccinia austrina ingår i släktet Puccinia och familjen Pucciniaceae.   Inga underarter finns listade i Catalogue of Life.